# ОНТ (телеканал)
ОНТ (Общенациональное телевидение, бел. Агульнанацыянальнае тэлебачанне, АНТ) — белорусский телеканал, закрытое акционерное общество с долей владения Министерства информации Республики Беларусь 51% акций. Начал вещание 25 июня 2002 года на частоте российского «ОРТ/Первого канала». Телеканал транслирует программы как собственного производства (новостные, документальные), так и программы Первого канала по эксклюзивной лицензии.

## История
ЗАО «Второй национальный телеканал» создано в соответствии с Указом Президента Республики Беларусь от 15 февраля 2002 года. ОНТ зарегистрировано решением Минского горисполкома от 19 марта 2002 года.
До 2002 года на частоте ОНТ вещал российский телеканал ОРТ, при этом его работа в Белоруссии контролировалась Белтелерадиокомпанией. Это выражалось в замене оригинальной рекламы на белорусскую и сокращением времени вещания (оно начиналось только с 8:00, тем самым, программа «Доброе утро» в белорусском эфире отсутствовала, кроме того, с 1997 года в будние дни присутствовал перерыв в работе канала с 12:00 до 15:00, который сохранялся до 1 февраля 2005 года).
25 июня 2002 года на частоте ОРТ начал вещание белорусский телеканал под названием «ОНТ». В тот же день, в 20:30 по минскому времени в эфире нового белорусского телеканала вышла первая программа — «Наши новости», которую провёл Александр Аверков (он является ведущим этой программы и в настоящее время). Несколько позже по воскресеньям стала выходить в эфир информационная программа «Контуры» с этим же ведущим (с 2017 года эту программу ведёт Юрий Гроеров). В том же году появилась в эфире итоговая программа «Контуры», выходившая в эфир еженедельно по воскресеньям до 27 августа 2023 года.
В первые годы вещания телеканал имел малое количество собственных программ, а большую часть эфирного времени ОНТ занимала ретрансляция программ Первого канала и показ сериалов российских телеканалов НТВ, ТНТ и «Россия». Кроме того, графическое оформление ОНТ имело высокий уровень сходства с оформлением Первого канала тех же лет.
В 2003 году ОНТ запустил первое собственное ток-шоу «Выбор» на общественно-политическую тему, которое просуществовало до президентских выборов в Белоруссии 2010 года (см. «Критика»).
4 марта 2004 года на ОНТ появилась собственная утренняя программа «Наше утро».
В январе 2005 года в программе «Наши новости» появились рубрика «Новости спорта».
С февраля 2007 по ноябрь 2008 года ОНТ вещал круглосуточно. Ночной эфир формировали различные фильмы, а в 3:00 транслировался краткий выпуск «Наших новостей».
26 ноября 2007 года на частоте 101.7 FM в Минске и области начало вещание «Радио ОНТ». В эфире радиостанции — информационно-аналитические и экономические программы, новости спортивной сферы, автомобильного мира и культуры, информация о погоде и музыка. Позже «Радио ОНТ» начало вещание в Полоцке и Новополоцке. Осенью 2018 года переименовано в «Центр FM».
С 7 по 29 июня 2008 года телеканал ОНТ являлся эксклюзивным в Беларуси официальным вещателем Чемпионата Европы по футболу в Австрии и Швейцарии (то есть телеканал показывал все матчи УЕФА Евро-2008, который был единственным крупным турниром в истории телеканала)
7 октября 2013 года начал вещание круглосуточный интернет-телеканал «ONT.BY», в эфире которого транслируются лучшие программы за всё время существования телеканала.
27 ноября 2014 года телеканал как многолетний участник международного телекинофорума «Вместе» награждён Почётной грамотой Совета МПА СНГ за активное участие в проведении международного телекинофорума «Вместе», вклад в укрепление дружбы между народами государств — участников Содружества Независимых Государств.
24 июля 2017 года закрытое акционерное общество «Второй национальный телеканал» награждён Почётной грамотой Совета Министров Республики Беларусь за значительный вклад в реализацию государственной информационной политики, развитие отечественного телевидения, проведение общественно-культурных акций.
21 марта 2016 года ОНТ первым среди центральных телеканалов Белоруссии перешёл на формат вещания 16:9.
10 декабря 2017 года ОНТ провёл масштабный ребрендинг, сменив оформление и логотип.
1 ноября 2018 года телеканал перешёл на вещание в формате высокой чёткости (HD), программы Первого канала также стали ретранслироваться преимущественно с его HD-версии.
В настоящее время ОНТ старается расширить количество программ собственного производства, уменьшая количество трансляций программ Первого канала, в будущем телеканал планирует продолжить такую тенденцию.
Телеканал является организатором ежегодного фестиваля в Могилевской области «Александрия собирает друзей», который проходит при участии Президента Республики Беларусь.
В знак протеста против цензуры и пропаганды на фоне насильственного подавления протестов силовыми структурами режима Лукашенко летом и осенью 2020 года с телеканала уволилось около четверти сотрудников: не менее 80 из 300. Согласно их свидетельствам, глава ОНТ Марат Марков угрожал увольняющимся уголовными делами и насильственными исчезновениями.
24 июня 2022 года коллектив закрытого акционерного общества «Второй национальный телеканал» награждён Почётной грамотой Совета Министров Республики Беларусь за значительный вклад в развитие белорусской журналистики, объективное и всестороннее освещение событий общественно-политической и социально-экономической жизни республики, расширение пространства цифровой трансформации медиаресурсов в стране и в связи с 20-летием со дня основания.
В 2022 году телеканал стал обладателем пяти статуэток по результатам национального конкурса «Телевершина»: «лучшая информационная программа», «авторская журналистика», «расследовательская журналистика», «режиссерско-постановочная работа», «лучшая утренняя информационно-развлекательная программа».

28 августа 2023 года ОНТ объявил о закрытии итоговой программы «Контуры», выходившей в эфир с 2002 года (в сентябре её заменила похожая программа «Наше время»). Последний выпуск программы выше 27 августа 2023 года. В сообщении телеканала говорится следующее:
«Все это время мы старались не пропустить ни одного яркого события, ради интересных репортажей мы побывали на всех континентах, мы всегда поспевали за новыми телевизионными трендами, а порой и сами диктовали моду. Но всегда наступает момент, когда старое-доброе должно дать начало новому и еще более интересному»
13 июня 2024 года вместо Марата Маркова, назначенного министром информации, телеканал возглавил Игорь Луцкий.

## Радио «ЦЕНТР FM»
В структуру ОНТ входит так же и Радио «ЦЕНТР FM». В эфире играют в основном современные хиты и хиты 2000-х. По вечерам на «ЦЕНТР FM» выходит радиопрограмма «DRIVE MIX», где звучат лучшие танцевальные современные хиты в авторской обработке от Глеба Глебова.

### Города вещания
- Минск 101,7 FM
- Брест 91,5 FM
- Витебск 93,3 FM
- Гомель 90,5 FM
- Гродно 90,4 FM
- Могилёв 94,3 FM
- Новополоцк 107,0 FM

## Критика
ОНТ придерживается провластных политических взглядов, в новостных программах и документальных проектах всячески одобряется проводимая президентом Александром Лукашенко политика. Появления в эфире интервью с деятелями оппозиции были сведены к минимуму, а после президентских выборов 2020 года таковые вообще перестали иметь место; кроме того, в этот период на канале появились пропагандистские рубрики (например, «Будет дополнено», «Антифейк»), в которых дискредитируется оппозиция, а эфиры актуального интервью «Марков. Ничего личного» отныне посвящены исключительно людям, публично одобряющим деятельность властей Белоруссии.

### Закрытие ток-шоу «Выбор» в период проведения президентских выборов 2010 года
19 декабря 2010 года в эфир ОНТ вышел специальный выпуск ток-шоу «Выбор», ведущим которого был Сергей Дорофеев (по совместительству — директор дирекции утреннего вещания телеканала). В ходе эфира Дорофеев, на тот момент имевший оппозиционные политические взгляды, стал задавать «неудобные» вопросы находившимся в студии чиновникам, в том числе главе ЦИК Белоруссии Лидии Ермошиной, посвящённые, в частности, нарушениям на избирательных участках, недопуску в них представителей оппозиции, официального запрета на массовые протестные акции и принуждению к участию граждан в досрочном голосовании. После ряда таких вопросов, заданных Дорофеевым, Ермошина демонстративно покинула студию программы, заявив, что у неё «нет времени либеральничать, пока в ЦИК заблокированы люди». После этого эфира программа ушла в отпуск, из которого впоследствии не вернулась; с 31 января 2011 года в эфир телеканала стало выходить новое ток-шоу «Открытый формат», занявшее эфирное место «Выбора» (темой первого выпуска новой программы стали прошедшие президентские выборы, её гостем также была Ермошина, а сам выпуск прошёл без упоминаний «неприятных» для власти моментов).
В апреле 2011 года Сергей Дорофеев был уволен с ОНТ.

### Освещениепрезидентских выборов 2020 годаипоследующих протестов
12 июня 2020 года, во время предвыборной кампании, телеканал ОНТ опубликовал видеосюжет, в котором прозвучали утверждающие высказывания по поводу виновности претендента в кандидаты на пост президента Республики Беларусь Виктора Бабарико и задержанных по делу Белгазпромбанка:
«Не могу себе даже представить, что такая деятельность могла осуществляться без ведома руководителя. И уже могу сказать, что доказательства его участия в этой противоправной деятельности у нас имеются»
По словам руководительницы «Правовой инициативы» Виктории Фёдоровой, данные заявления недопустимы, грубо нарушают права человека, а также принцип презумпции невиновности, закреплённый в статье 26 Конституции и в статье 16 Уголовно-процессуального кодекса Республики Беларусь.
В июне 2020 года без объяснений причин была снята с эфира авторская программа «Приключения капитана Врангеля» с одним из известных белорусских телеведущих Дмитрием Врангелем (в 2009 году был объявлен лучшим телеведущим страны), который перед этим выступил с осуждением брутальных задержаний белорусским ОМОНом покупателей у сувенирного магазина «Symbal.by» в Минске. При этом контракт с Дмитрием Врангелем был заключён до конца 2020 года. По мнению ведущего, именно его гражданская позиция стала причиной снятия программы с эфира.
В июле 2020 года с эфира была снята спортивная рубрика программы «Наше утро» на ОНТ, которую по понедельникам вела известная белорусская гимнастка, многократная призёрка чемпионатов мира и Европы Мелитина Станюта. Это произошло после реакции Станюты на жестокие задержания людей в очереди к магазину «Symbal.by», которые произошли 23 июня.
Также в июле 2020 года был снят с эфира популярный телеведущий шоу «Удача в придачу» Дмитрий Кохно, который также подверг критике действия ОМОНовцев, которые жёстко задерживали мирных людей, стоящих в очереди в магазин белорусской символики «Symbal.by». Пост ведущего против действий белорусского ОМОНа был процитирован даже известным американским изданием The New York Times.
9 июля 2020 года в новостном выпуске ОНТ был показан сюжет, в котором сотрудники телеканала якобы представили неопровержимые доказательства вины претендента в кандидаты на пост президента Республики Беларусь Виктора Бабарико. Из сюжета следует, что, по мнению телеканала, Виктор Бабарико совершил преступление — получение взятки. Юрист Юрий Гуща (проработал 20 лет в оперативных подразделениях ГУБЭП МВД Республики Беларусь, специализирующихся на выявлении и раскрытии тяжких и особо тяжких преступлений в банковской системе) назвал сюжет манипуляцией информацией, а не доказательством вины Бабарико. По его утверждению, состав преступления в действиях Бабарико отсутствует, а цель сюжета — дискредитировать фигурантов дела и персонально Бабарико как личность и ввести в заблуждение зрителей о фактах и обстоятельствах дела. Кроме того, телеканал тем самым нарушил положения статьи 16 Конституции и статьи 16 Уголовно-процессуального кодекса Республики Беларусь, гарантирующие презумпцию невиновности. Адвокат Бабарико Дмитрий Лаевский заявил, что в деле с «Белгазпромбанком» у следствия нет четких доказательств вины Виктора Бабарико, а факт появления фильма свидетельствует об отсутствии достаточных доказательств по делу. 10 июля адвокатами Бабарико была подана жалоба в Генпрокуратуру по поводу «спецрасследования» ОНТ, являющимся грубым нарушением презумпции невиновности, гарантированной ст. 26 Конституции РБ, п. 2 ст. 14 Международного пакта о гражданских и политических правах и предусмотрен в ч. 1 ст. 16 Уголовно-процессуального кодекса Белоруссии. В августе 2020 года канал ответил на жалобу указанием на то, что согласно статье 52 Закона о СМИ не несёт ответственности за содержание сведений, полученных из государственного источника.
В дальнейшем в эфире телеканала продолжили выходить сюжеты, направленные на дискредитацию как Виктора Бабарико, так и остальных оппозиционных кандидатов в президенты, а также на создание положительного образа для Лукашенко.
13 августа стало известно об увольнении в знак протеста против насилия Дмитрия Семченко — главы «президентского пула» ОНТ.
4 сентября телеканал опубликовал новость, в которой заявил, что радиоэлектронная военная разведка перехватила разговор между варшавским и берлинским абонентами (оригинальная запись была опубликована в Telegram-канале «Пул первого», близким к администрации президента). Согласно обнародованной записи, отравление российского оппозиционного политика Алексея Навального тесно связано с событиями в Белоруссии, а цель отравления — заставить российского президента Владимира Путина отвлечься от этих событий и переключить внимание на внутренние проблемы России. «Запись разговора» с расшифровкой опубликовали также информационные источники Meduza, TUT.BY, ТАСС и другие. Германия и Польша опровергли факт наличия подобных переговоров. Опубликованный текст вызвал насмешки интернет-сообщества из-за своей неправдоподобности.
26 сентября 2020 года около 21:30 интернет-вещание телеканала (а также каналов Белтелерадиокомпании) было взломано киберпартизанами. В течение около 5 минут показывалась склейка видеороликов с акций протеста, на которых было запечатлено жестокое отношение сотрудников ОМОН к митингующим, на видео был наложен логотип «Беларусь 1» (в то время на этом канале выходил главный информационный выпуск «Панорама»). Вещание было восстановлено к полуночи того же дня, до того времени оно было недоступно.
3 июня 2021 года на телеканале вышла передача с участием Романа Протасевича и Марата Маркова, обозначенная как интервью Протасевича. Передача вызвала массовую критику и была расценена многими как элемент пыток политического заключённого. 21 июня 2021 года Марков был внесён в санкционный список Великобритании.
3 сентября 2021 года в выпуске новостей на телеканале в сюжете о массовом отравлении в минской гимназии № 3 говорилось, что отравление произошло якобы из-за домашней еды. Сюжет вызвал массовую критику среди родителей и учителей.

### Распространение фейков
ОНТ не раз был замечен в распространении фейков, разбором которых занимается программа «Лукавые новости» на Белсате: «Польское телевидение показало карту раздела Украины», «Та же Италия забирает больше четверти зерна, поставляемого в Европу. Вот эти все знаменитые пиццы, макароны — они-то по сути откуда? Из российской пшеницы.», «В Евросоюзе из-за ссор с Россией резко подорожало топливо. За исключением тех стран-членов, которые дружат с Москвой вопреки официальной позиции блока. У таких европейских друзей России цены на топливо, наоборот, падают.» и другие.

## Фотогалерея

Здание ОНТ на фоне телебашни
Здание ОНТ со стороны Свислочи